# Philautus flaviventris
Philautus flaviventris är en groddjursart som först beskrevs av George Albert Boulenger 1882.  Philautus flaviventris ingår i släktet Philautus och familjen trädgrodor. Inga underarter finns listade i Catalogue of Life.